# سیارک ۲۰۰۰۵۲
سیارک ۲۰۰۰۵۲ (به انگلیسی: 200052 Sinigaglia، نامگذاری:2008OO13) دویست هزار و پنجاه و دومین سیارک کشف شده‌است که در ۳۱ ژوئیه ۲۰۰۸ کشف شد.